# Forceville-en-Vimeu

Forceville-en-Vimeu este o comună în departamentul Somme, Franța. În 1 ianuarie 2022 avea o populație de 231 de locuitori.